# Glycotope

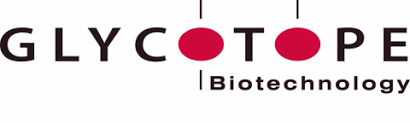
Логотип компанії

Glycotope — біотехнологічна компанія, яка використовує запатентовану технологічну платформу для розробки унікальних пухлиноспецифічних моноклональних антитіл. Основна мета компанії поєднання досвіду у глікобіології та технологій у розробці антитіл, щоб розробити першокласну терапію на основі антитіл для (імуно)онкології.
Glycotope спеціалізується на глікозилюванні білків і є однією з найбільших незалежних біотехнологічних компаній Німеччини. Заснована в 2001 році в Центрі молекулярної медицини Макса Дельбрюка в Берліні Францпетером Брахтом, зараз у ній працює понад 180 співробітників у двох відділеннях, у Берліні та Гейдельберзі.
Антитіла продуковані компанією Glycotope, націлені на специфічні вуглеводні структури, асоційовані з пухлиною, або комбіновані білок-вуглеводні гліко-епітопи (GlycoTargets). Завдяки своїй високій пухлиноспецифічності антитіла придатні для розробки з різними способами дії, наприклад, такі як: оголені антитіла, біспецифічні антитіла, кон'югати антитіло-лікарських препаратів, клітинна терапія або злиті білки.
Glycotope на сьогоднішній день виявила понад 150 глікозильованих епітопів з декількома антитілами проти цільових білків-мішеней.

## Огляд препаратів

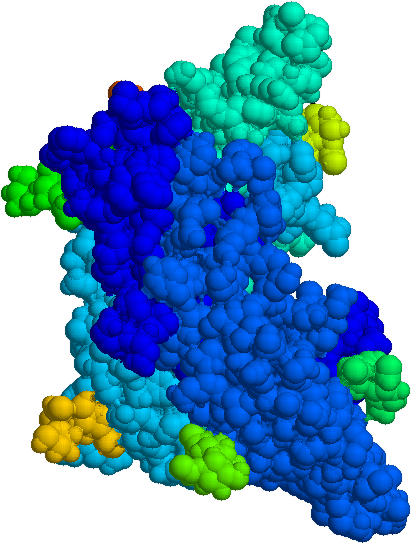
Фолікулостимулюючий гормон

##### FSH-GEX™
FSH-GEX™ — це перший повністю людський глікозильований ФСГ (фолікулостимулюючий гормон), рекомбінантно експресований у клітинах людини та глікооптимізований для імітації ендогенного людського ФСГ для лікування жінок із проблемою безпліддя. FSH-GEXTM продемонстрував чудову активність, а також чудову переносимість у дослідженні II фази допоміжних репродуктивних технологій у порівнянні з лікуванням провідним на ринку препаратом Gonal-f(R). Третя фаза клінічних випробувань розпочнеться цього року.

##### PankoMab-GEX™
PankoMab-GEX™ — це перше глікозильоване та глікооптимізоване антитіло людини проти нового пухлиноспецифічного вуглеводно-білкового змішаного епітопу (TA-MUC1), який у великій кількості присутній у більшій кількості ознак пухлин, метастазів і ракових стовбурових клітинах, який при цьому практично відсутній в нормальних клітинах. У дослідженнях фази I PankoMab-GEXTM продемонстрував чудову переносимість, відсутність великої токсичності та сильну протипухлинну активність як монопрепарату за різними показаннями, включаючи карциному яєчників і легень. Минулого року було розпочато клінічне дослідження фази IIb підтримуючої терапії карциноми яєчників, і перші пацієнти отримували лікування PankoMab-GEXTM.

##### CetuGEX™
CetuGEX™ — це нове моноклональне антитіло до рецептора епідермального фактора росту (EGFR) з оптимізованим людським глікозилюванням для значно посиленої протипухлинної активності та зменшення побічних ефектів, а також значно ширшого охоплення пацієнтів і показань. Дослідження фази I продемонструвало сильну та довгострокову протипухлинну дію як монопрепарату та значно покращив профіль побічних ефектів. CetuGEX™ успішно увійшов у Фазу IIb клінічної розробки.

##### TrasGEX™
TrasGEX™ — це нове моноклональне антитіло з глікооптимізованими анти-Her2-рецепторами (EGFR) із значно посиленою протипухлинною активністю та набагато більшою кількістю пацієнтів і показань. Дослідження фази I/IIa нещодавно було успішно завершено, підтверджуючи його сильну довготривалу протипухлинну дію.

## Партнери

#### Галузеві партнери

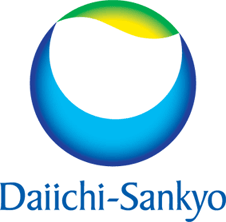
Логотип компанії Санкьо Даїті

##### Byondis
На підставі угоди про доступ до платформи, підписаної в 2021 році, Byondis отримав ексклюзивні права на оцінку та розробку антитіл проти вибраних нових гліко-епітопів, з можливістю ліцензувати ці антитіла для розробки як кон'югатів антитіло-лікарських засобів.

##### Санкьо Даїті
Грунтуючись на міжнародній ліцензійній угоді, підписаній у 2018 році, Daiichi Sankyo розробляє кон'югат антитіла, поєднуючи запатентовану технологію Daiichi Sankyo з досліджуваним антитілом GT-00A TA-MUC1 Glycotope, пов'язаним із пухлиною.

#### Академічні партнери

Вища медична школа Ганновера

##### Вища медична школа Ганновера(Medizinische Hochschule Hannover)
MHH і Glycotope об'єднали зусилля для дослідження придатності вуглеводних антигенів для розвитку CAR-T.

##### Комплексний онкологічний центр Шаріте(Charité Comprehensive Cancer Center)

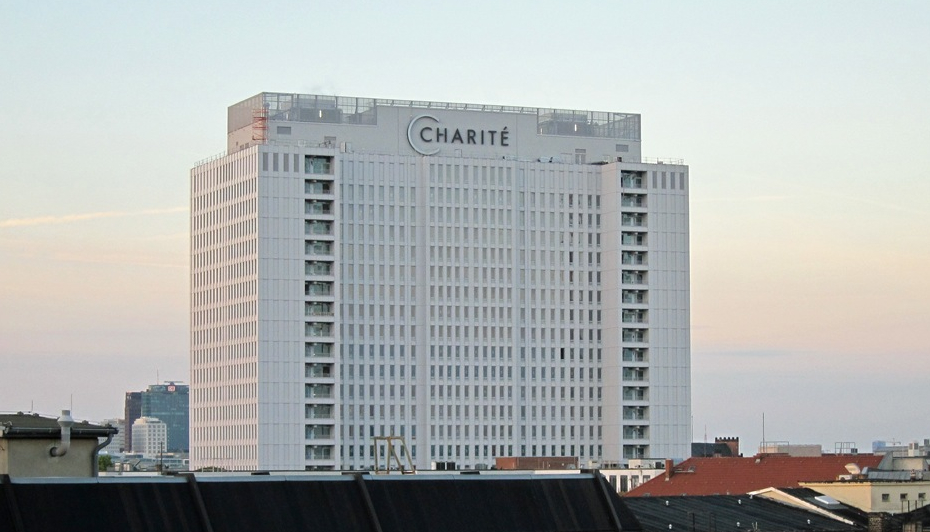
Онкологічний центр Шаріте

Партнерство між Glycotope і Комплексним онкологічним центром Шаріте існує вже багато років. За цей час було реалізовано багато різноманітних проектів, спрямованих на розвиток лікування раку.

##### Інститут клітинної терапії та імунології Фраунгофера (Fraunhofer Institute for Cell Therapy and Immunology)
Різноманітні дослідницькі проекти.

## Технології

#### Глікозильовані білки в терапії раку
Ідеальний пухлинний антиген конститутивно експресується пухлиною і відсутній у здоровій тканині. Глікани, як правило, викликають вищу пухлинну специфічність порівняно з білками, оскільки глікозилювання сильно змінюється при раку, що відображає різкі зміни в метаболізмі пухлини. Зміни в глікозилюванні здебільшого зумовлені мутованими або неправильно розташованими глікозилтрансферазами та глікозидазами, що призводить до високофукозильованих, сильно сіалільованих та усічених гліканів. Ці глікани несуть асоційовані з пухлиною епітопи, такі як антиген Томсена-Фріденрайха(TF) і антиген Томсена Новелла (Tn), а також їхні відповідні сіалільовані форми sTF і sTn. Крім того, глікани, присутні в підмножині клітин крові, можуть експресуватися солідними пухлинами. Ці змінені глікоструктури створені для розробки пухлиноспецифічних антитіл для лікування раку.